# GECT Ister-Granum
Le GECT Ister-Granum (en hongrois : Ister-Granum Korlátolt Felelősségű Európai Területi Együttműködési Csoportosulás, en slovaque : Európske zoskupenie územnej spolupráce Ister-Granum s ručením obmedzeným) est un groupement européen de coopération territoriale (GECT) qui a été créé le 12 novembre 2008 pour favoriser la coopération transfrontalière entre la Hongrie et la Slovaquie.
Le siège du groupement se trouve à Esztergom en Hongrie, par conséquent, le droit applicable au groupement et à l'interprétation des statuts est le droit hongrois.

## Historique
En 1895, les villes de Štúrovo et d'Esztergom, ont été reliées par le pont Marie-Valérie. Celui-ci fut détruit une première fois en 1919. Depuis 1920, ces deux villes appartiennent à deux pays différents. Le pont fut reconstruit et détruit une nouvelle fois en 1944.
Le 16 septembre 1999, le président du gouvernement slovaque Mikuláš Dzurinda et le premier ministre hongrois Viktor Orbán signèrent un accord portant sur la reconstruction du pont Marie-Valérie. L'Union européenne soutint ce projet, notamment par le moyen du programme PHARE. Le 8 décembre 1999, le maire adjoint d'Esztergom, Tamás Meggyes – bénéficiant d'une délégation de compétence, et le maire de Štúrovo, Ján Oravec, s'accordèrent pour la mise en place d'une coopération régionale. L'accord de coopération fut signé le 15 mai 2000. La coopération prit le nom d'« Ister-Granum Border Small Region ». Le pont fut reconstruit en 2001 et inauguré en octobre de cette même année.
La première rencontre des maires de la région eut lieu le 10 avril 2002. Des festivals ont été organisés dans ce cadre : l’ster-Granum Regional Youth Theatre Festival et l’First Ister-Granum Folk Art Festival. De même, de décembre 2002 à mars 2003 s'est déroulé l’Ister-Granum Hall Football Cup.
En mai 2003, un accord de coopération est signé avec l'eurorégion Provincia Bothniensis (laquelle se situe entre la Finlande et la Suède). En août 2003, un quotidien destiné à l'eurorégion est lancé : « Hídlap ».
Le 17 novembre 2003, la déclaration d'intention de création de l’eurorégion Ister-Granum est signée. Le 4 février suivant, la première Assemblée générale de l'eurorégion a lieu. Le 21 septembre 2005, l'eurorégion a présenté au Parlement européen ses plans de développement. Le 15 novembre 2005, la municipalité de la ville d'Esztergom a décidé d'établir une agence de développement régional indépendante qui fut inaugurée le 26 octobre 2006.
La séance inaugurale du groupement européen de coopération territoriale Ister-Granum a finalement eu lieu le 6 mai 2008.

## Missions
Les missions du GECT sont au nombre de six. Il s'agit de :
- dans le cadre de ses objectifs, la mise en œuvre d'autres actions spécifiques, programmes, et projets, avec ou sans la contribution financière de l'Union ;
- dans le cadre de sa gestion indépendante afin d'atteindre ses objectifs, la poursuite des activités de l'entreprise ;
- dans la sensibilisation aux avantages concurrentiels survenant au niveau local et national du groupement visant au renforcement de la cohésion économique et sociale sur son territoire d'exploitation, ainsi que de ses avantages compétitifs transfrontaliers, et les conditions fondamentales pour parvenir à ces avantages concurrentiels, le processus menant à leur obtention et le rôle que les membres peuvent prendre dans ce domaine;
- assurer les ressources humaines et financières et le savoir-faire nécessaires pour atteindre les objectifs et l'exécution des tâches, la libre circulation des données et de l'information, et la diffusion de la communication des réalisations du Groupement.
- influencer les décisions concernant la politique régionale dans le cadre institutionnel créé par l'Union européenne;
- dans le cas où les conditions financières sont assurées, la création et le fonctionnement de la représentation à Bruxelles.

## Organes et fonctionnement

### Assemblée générale
L’Assemblée générale est le plus important organe décisionnel du groupement. Il est composé de 86 membres.

#### Compétences
Les compétences exclusives de l'Assemblée sont :
- l'adoption de la Convention et des Statuts et l'amendement desdits statuts ;
- l'adoption du budget annuel, l'adoption du rapport en vertu de la loi sur la comptabilité, dont la décision concernant l'utilisation du profit ou la perte après impôts ;
- la décision de l'admission de nouveaux membres, sur le niveau des frais d'adhésion et l'expulsion d'un membre. Concernant l'expulsion d'un membre, les motifs d'expulsion sont limités. Cela concerne les situations ou un membre met en péril la réalisation des objectifs du groupement (par son action ou son comportement) ou ne parvient pas à remplir ses obligations de payer les droits annuels  d'adhésion (il doit s'agir d'une négligence d'un an qui se poursuit, à la fin de ce délai, pendant une période de 90 jours après que l'avis de règlement de la cotisation ait été spécifié).
- l'élection, la nomination, la révocation[N 1] et la détermination des rémunérations ou du remboursement des frais du directeur ;
- l'élection des membres du Sénat, des comités spécialistes et du Comité de surveillance, et leur rémunération ;
- l'approbation des conclusions des contrats qui sont conclus par le groupement avec l'un de ses membres ou de ses directeurs ;
- l'exécution des créances contre le directeur, les membres du Sénat et le Comité de surveillance ;
- la résolution sur la révocation du groupement sans successeur légal enregistré ;
- et l'approbation du règlement d'organisation et de fonctionnement.

#### Fonctionnement
L’Assemblée générale se réunit au moins deux fois par an.
Les votes des membres de l'Assemblée ont tous la même valeur. En cas d'égalité, le président de l'Assemblée tranche. Les votes concernant les domaines dans lesquelles l'Assemblée a une compétence exclusive sont adoptés dès lors que deux tiers des membres présents votent en faveur (le quorum étant fixé à plus de la moitié des membres). En ce qui concerne les modifications de la Convention et des Statuts, un vote unanime est nécessaire.

### Sénat
Le Sénat est l'organe de gestion de l'Assemblée générale, et il représente l'Assemblée générale entre deux réunions. Le président du Sénat est dans le même temps le président exécutif de l'Assemblée générale.

#### Composition
Le Sénat est composé de 8 membres. Ses membres sont le coprésident de l'Assemblée générale, trois délégués hongrois et trois déléguées slovaques représentants l'Assemblée générale désignés par celle-ci. La durée du mandat des membres est de deux ans.

#### Fonctionnement
Le Sénat se réunit lorsque cela est nécessaire, mais au moins deux fois par an. Le Sénat est convoqué par le président par écrit en annonçant le lieu, la date et l'ordre du jour. La convocation du Sénat, en indiquant la raison dans le même temps, peut être demandée par tous les membres de l'organe, cependant la décision finale incombe toujours à la présidence. Lorsqu'un des membres du Sénat ne peut se présenter à la réunion, il doit en informer à l'avance le Sénat.
Le quorum du Sénat est fixé à six membres. Le Sénat prend ses décisions par un vote à la majorité et, en cas d'égalité des voix, le président voit son vote prédominé. Si le quorum n'est pas atteint, le Sénat sera à nouveau convoqué dans les 15 jours au plus tard. Tout membre peut déposer un recours contre une décision illégale du Sénat dans les 30 jours à l'Assemblée générale. Le président ne vote pas en la matière.
Le président invite parfois des experts ou d'autres personnes aux réunions, lorsque leur présence est importante pour éclairer les points discutés à l'agenda. Les personnes invitées le sont à titre consultatif et ont donc le droit d'exprimer leur opinion.

#### Compétences
Le Sénat fixe les règles régissant son fonctionnement, celle concernant la mise en œuvre de ses missions (dont la division du travail entre ses membres).
Le Sénat :
- prépare les décisions concernant la convocation et le fonctionnement de l'Assemblée générale, les procédures concernant l'expulsion d'un membre du groupement, les décisions concernant l'activité économique du groupement, et tous les autres sujets mentionnés par le président.
- organise la mise en œuvre des décisions de gestion ou autre.
- fait des propositions, en particulier, pour le renouvellement de l'activité du groupement basée sur les positions adoptées par les comités professionnels, pour la planification des projets et pour améliorer leur efficacité, pour le développement des ressources du groupement.
- émet un avis concernant en particulier el travail des commissions professionnelles, la réglementation du Groupement, les conclusions des projets de l'Assemblée générale, les rapports du Directeur.

### Directeur
Le mandat du Directeur doit être de deux ans à partir de la date d'acceptation des Statuts. Après la cessation de ses fonctions, un directeur peut être réélu à cette fonction.
Le directeur doit être tenue responsable de tout dommage causé au groupement par leurs actions criminelles. Le directeur ne peut déléguer ses fonctions.

#### Compétences
La tâche générale du Directeur est de créer les conditions d'une gestion durable et stable du groupement tel que spécifié dans la législation, les statuts et les exigences professionnelles, et d'assurer l'efficacité continue des opérations institutionnelles du groupement.
Les autres tâches du Directeur sont :
- de coordonner la mise en œuvre des tâches en accord avec l'objectif du Groupement ;
- la gestion légale, contractuelle, éthique, financière, et administrative du groupement ;
- la coordination de l'élargissement du groupement et la préparation des documents appropriés ;
- fournir les informations au Sénat, à l'Assemblée générale, aux Comités professionnelles, et aux organisations de travail ;
- la présentation et la vérification des comptes ;
- la préparation des décisions relevant des compétences exclusives de l'Assemblée générale et du Sénat, collecter les comptes et rapports préparés pour la décision de l'Assemblée générale et du Sénat par les Comités professionnels et les organisations du travail ;
- la surveillance (la surveillance continue de la réalisation des objectifs, la réalisation financière et physique des projets) et le contrôle (le suivi de l'efficacité de l'adoption à l'environnement, l'amélioration et de sécurisation) du groupement, la création et la gestion des processus.
- surveiller dans quelle mesure le résultat les objectifs ont été atteints ;
- représenter le groupement, dans le cadre de ses droits et obligations ;
- la gestion et le contrôle des achats et des investissements importants qui affectent l'ensemble du Groupement
- établir des partenariats, promouvoir les intérêts propres ;
- la gestion des questions de personnel, des accords dans le cadre de procédures d'embauche et de contrats de travail, l'exercice des droits de l'employeur ;
- le droit de proposition et de consultation concernant les membres des comités professionnels et de leurs présidents ;
- garder les comptes du groupement conforme à la législation ;
- remplir les obligations d'inscription et de publicité concernant le groupement en conformité avec la législation pertinente ;
- la représentation du Groupement vis-à-vis des deux États membres concernés, de l'Union européenne et des institutions d'un pays tiers.

### Comités professionnels de l'Assemblée générale
Il y a six Comités professionnels permanent à l'Assemblée générale :
- le Comité des relations extérieures,
- le Comité politique des ressources humaines,
- le Comité économique et de gestion d'actifs,
- le Comité de la protection de l'environnement,
- le Comité industriels et des transports,
- le Comité culture et tourisme.

Leurs taches sont la préparation des réunions de l'Assemblée en fonction de leur domaine d'expertise, la collaboration avec les organisations de travail, le maintien du contact avec les organisations scientifico-professionnelles et les instituts correspondant à leur domaine d'expertise, le maintien du contact avec les autres Comités professionnels de l'Assemblée générale et la préparation des conférences.
Chaque Comité est dirigé par un président dont les tâches sont de signer les décisions du Comité, de soumettre ces décisions aux autorités compétentes et de superviser les projets en rapport avec le domaine de compétence du Comité.

### Comité de surveillance
Le Comité de surveillance est composé de trois membres disposant d'un mandat de deux ans et qui agissent collectivement. Le Comité de surveillance élit un de ses membres à la présidence.
Les réunions du Comité de surveillance sont convoquées et présidées par son président. Il se réunit lorsque cela est nécessaire, mais au moins une fois par an. La convocation de la réunion, en indiquant la raison, l'objectif et l'ordre du jour, peut être initiée par tout membre du comité de surveillance par écrit au président, qui doit agir dans les 8 jours suivant la réception de la demande de convocation. Le Comité doit, dès lors, se réunir dans les trente jours. Au cas où le président ne répond pas à la demande, les membres sont eux-mêmes autorisés à convoquer la réunion.
Le comité de surveillance vérifie le fonctionnement et la gestion du Groupement, et approuve la conclusion des contrats ou des engagements qui dépasse la valeur de 5 millions de forints. Pour ce faire, il peut demander un rapport du directeur, des informations émanant des salariés du groupement, et peut aussi inspecter les comptes et les documents du groupement.